# 北布魯克菲爾德 (麻薩諸塞州)
北布魯克菲爾德（英語：North Brookfield）是一個位於美國麻薩諸塞州烏斯特縣的鎮。

## 人口
根據2020年美國人口普查的數據，北布魯克菲爾德的面積為56.30平方千米，當中陸地面積為54.60平方千米，而水域面積為1.70平方千米。當地共有人口4735人，而人口密度為每平方千米84人。